# シャイニング・フォースIII
『シャイニング・フォースIII』（シャイニング・フォーススリー、Shining Force III）は、1997年から1998年にかけてセガ・エンタープライゼスから発売された、セガサターン用シミュレーションRPG。
『シャイニング・フォース』シリーズの続編であり、プラットフォームがセガサターンに移行した。本作は3部構成であり、各シナリオは新システムの「シンクロニシティ・システム」によって結ばれている。
システム面では過去の『シャイニング・フォース』シリーズを踏襲しつつ、先述した「シンクロニシティ・システム」などの新要素が盛り込まれている。また、マップや戦闘シーンには3Dグラフィックが用いられている。

## 3シナリオ共通のストーリー
『シャイニング・ザ・ホーリィアーク』からおよそ10年後。パルメキア大陸の東端に位置する、デストニア帝国とアスピニア共和国が物語の舞台である。20年前、帝国北東部で起きた独立戦争で共和国が成立して以来、両国の間には軍事的な緊張が続いていた。
もともと豊かではない共和国だったが、天候不順による凶作で国民の不満が高まり、帝国との国境地帯に当たるバーランドでは内乱に発展した。この事態に帝国は、聖地エルベセムの保護を名目に共和国領バーランドを占領した。全面戦争に突入かと思われたが、中立国サラバンドの仲介で和平会議が開催されることになった。
しかし、和平会議の舞台となるサラバンドでは、もうひとつの勢力が影を潜めていたのだった。

## シナリオ
各シナリオは別々にプレイすることもできるが、シンクロニシティ・システムを生かしたストーリーを楽しむためには、シナリオ1から順に進める必要がある。
なお、各シナリオの主人公の名前は変更可能である。

### シナリオ1 王都の巨神
3部作の第1弾。共和国の剣士シンビオスを主人公とし、主に共和国側の視点で描かれている。物語が進むごとにさまざまな謎が生まれ、以降のシナリオへの伏線となっている。
日本以外ではこのシナリオだけが『Shining Force III』として発売された。

#### ストーリー
サラバンドでの和平会議に父の代理として参加したシンビオスだったが、その最中に帝国皇帝ドミネートが誘拐される事件に巻き込まれてしまった。誘拐犯の濡れ衣を着せられた共和国代表国王ベネトレイムとともに、シンビオスは帝国領を突破して共和国へ帰還しなければならなくなった。そのさなかに帝国の王子メディオンと出会い、事件の黒幕がブルザム教であることを確信し、何度も共闘した。そして共和国までたどり着き、首都のアスピアに侵攻してきた帝国のアロガント派をも撃破したシンビオスだったが、その次に現れたのはドミネートと、かつてともに戦ったメディオンだった。

### シナリオ2 狙われた神子
帝国の第3王子メディオンを主人公とする。シナリオ1と同じ時間軸で物語が展開し、邪教集団ブルザム教の暗躍や、帝国内部の陰謀などが明らかになっていく。
このシナリオから、「人名辞典」が追加された。これは、本陣にある本棚を調べると利用でき、キャラクターの情報を簡単に得られるようになった。内容は、ゲームの進行により随時更新される。

#### ストーリー
サラバンドでの和平会議に参加していたメディオンだったが、皇帝誘拐事件による混乱で、わずかな戦力しかない状態で味方であるはずの帝国軍にまで攻撃される事態に陥った。それでも事件の黒幕であるブルザム教、そして彼らと結託したアロガントと戦い、ドミネートを解放することに成功した。しかし、混乱に乗じて共和国を征服しようとするドミネートの策略によって、共和国侵攻軍を率いさせられてしまった。共和国首都アスピアで、最後の抵抗をしようとするシンビオスと剣を交えるメディオンだったが…

### シナリオ3 氷壁の邪神宮
3つのシナリオにわたって描かれた本作の完結編で、これまでのシナリオでも登場した傭兵ジュリアンを主人公とする。途中からシナリオ1・2より先のストーリーが描かれ、それぞれの事情により戦っていた3人の主人公たちが、ひとつの目的のために戦うことになる。
なお、シナリオ3クリア後のセーブデータを引き継ぎ、再びシナリオ3をプレイできる仕様がある。

#### ストーリー
メディオン軍に参加していたジュリアンだったが、帝国の首都デストニアがブルザム教によって攻撃されていることを知り、メディオンの元を離れてエルベセムの神子グラシアとともにブルザム教との戦いに身を投じるようになった。ジュリアンは負の超人ヒュードルのガルムに父を殺されており、同じヒュードルであるブルザムの野望を打ち砕こうとしたのである。そして帝国首都での戦いに勝利したジュリアン軍だったが、帝国の王子マジェスティらに裏切られ、帝国軍から追われる身になってしまった。戦いの末帝国領から脱出したジュリアン軍は、共和国の首都アスピアに向かい、シンビオスとメディオンの戦いを止めてドミネートの野望をくじいた。それにより、シンビオス、メディオン、ジュリアンの3人は、この戦乱の根源であるブルザムを倒すため、ともに北の大地へ遠征することになった。彼らの3軍は光の軍勢（シャイニング・フォース）と名付けられた。途中で同士討ちの危機を乗り越え、3軍の共同作戦によってジュリアン軍がブルザムの待つ邪神宮の中に突入し、最後の戦いが始まった。そしてついにブルザムを倒して完全に消滅させたが、その代償にグラシアはすべての力を失ってしまった。

### プレミアムディスク
各シナリオのマニュアルにある応募券を、すべてそろえることで応募できる特典ディスク。以下の6つのモードからなる。
ポリキャラ鑑賞
設定イラスト集
サウンドテスト
ムービーセレクト
本作に関連する動画を鑑賞できる。ゲーム内で見られるものもあれば、せがた三四郎が登場するCMなども含まれている。
スペシャルバトル
任意のシナリオのセーブデータを利用し、次々に現れるボスと戦う。味方パーティはシナリオ1の主人公がリーダーとなり、そのほかは読み込んだセーブデータで仲間になっているキャラクターの中から自由に編成できる。
シナリオ3バックアップデータ作成
選択肢に答えていく形式で、シナリオ2までクリアしたのと同等のセーブデータを作成することが出来る。これにより、シンクロニシティ・システムによって変わるシナリオを短い時間で楽しむことが出来る。

## 登場人物

### シンビオス軍
シンビオス
共和国フラガルド領主コムラードの息子。幼い頃から共和国の理念を教えられて育っているので、帝国のような身分制度社会に強い嫌悪感を持っている。病気の父の代理としてサラバンドで開かれる和平会議に、ベネトレイムの護衛として同行する。種族は人間。設定資料集によると、本編中にコムラードの死後、後を継ぐ形で既に将軍となっている。
シナリオ1の主人公で、プレミアムディスクでのスペシャルバトルでのリーダーを務める。
パルシス
ベネトレイムに替わって着任したシンビオス軍の軍師。元々は共和国の内閣執政官だったが、辞職して学者になった。種族は人間。
ダンタレス
シンビオスの幼馴染みで腹心の部下。種族はケンタウロス。
マスキュリン
シンビオスの付き人として彼を見守ってきた腹心の部下。種族はエルフ。
グレイス
シンビオスの世話係の修道女。種族はキャントール。
ヘイワード
サラバンド防衛庁守備隊の兵士として雇われて、桟橋の警備の任に就いていた傭兵。戦闘終了時まで彼を生存させると仲間になる。種族はエルフ。
オブライト
アスピニア共和国・プロフォンド軍に所属する戦士で、とある事情から逃亡兵扱いになっていた。種族はドワーフ。
アイリン
東洋の拳法寺「老門寺」から脱走した少女。レイルロードの荷置き場で発生する戦闘で生存すれば仲間になる。種族は人間。
シバルリィ
アスピニア共和国・バリアント軍の女騎士で、バリアントに除名された経緯を持つ。種族はケンタウロス。
エルダー
共和国フラガルド領守備隊所属飛行部隊の兵士。シナリオ2のゼロの姉にあたる。種族は鳥人。
カーン
エルベセム教の密僧の中でも1,2を争う実力者。聖なる力を持ち、アンデッドに変えられた者を元に戻す事が出来る。種族は人間。
ヌーン
負の力を操り、究極の召喚獣を探す魔術師。カーンの力でアンデッドから元の姿に戻すと仲間になる。種族はエルフ。
ジャスティス
共和国・エキュアル軍に所属していたが、エキュアルと衝突して軍を去る。彼に話しかけると仲間になる。種族はロバ系のケンタウロス亜種。
ホースト
共和国・ティラニィ将軍の部下。彼に話しかけると仲間になる。種族はイノシシ系の半獣人。
ペン
複雑な条件を満たし、卵から孵化させると仲間になる。種族はペン種。
マニュピル
クアース村で屋敷仕えをする傍ら、作業用ロボットの研究をしていた。クアース村、バガボンドのキャンプでの2つのフラグを立てると仲間になる。
種族はゴブリン。
フランク
放浪の旅を続ける戦士で、フラガルドにいる彼を本陣まで力ずくで連れて行くと仲間になる。種族はウルフリング（狼の獣人）。
ハガネ
声 - 高塚正也
モモチ一族の抜け忍。オブサーブの塔に隠れている彼を見つけると仲間になる。種族は人間。
ムラサメ
共和国国王・ベネトレイム直属の隠密。NPCとして戦闘に参加後、無条件で仲間になる。種族は人間。
フィンデング
共和国・マロリー領の領地守備軍の飛行部隊隊長。シンビオス軍の第2部隊隊長を務める。種族は鳥人。

### メディオン軍
メディオン
デストニア帝国の第3王子で、一般民出身の母を持ち、母を心から敬愛している。それゆえ、貴族社会に対して批判的。サラバンドで起きたドミネート誘拐事件をシンビオスとは別の視点で追っている内にシンビオスと共闘し、友情を育んでいく。種族は人間。シナリオ2の主人公。ブルザム打倒後、皇帝の意向に反して遠征軍に参加したことから帝国に戻るわけにいかず、共和国にしばらく滞在することになった。
グランタック
メディオン軍の軍師で、肩身の狭いメディオンの良き理解者である。種族は稀少種であるドラゴニュート。
キャンベル
メディオン軍に所属する、帝国随一の騎士。王子の側近にして最良の理解者。種族はケンタウロス。
清廉潔白だが、その愚直さゆえに軍人として出世できない父親と、分かり合えずに死に別れたという過去を持ち、父の死後に父の生き様の素晴らしさを知るも、謝罪の機会を永遠に失ったことへの後悔から、死に物狂いで努力し、帝国随一の騎士へと成長した。
かつて帝国と共和国の間で行われた国境での小競り合いでダンタレスと戦ったことがあり、それ以来彼をライバル視している。
シンテシス
帝国第3正規軍・直属混成師団所属。治安の悪いハーレム（貧民街）で育ち、メディオンに助けてもらって以来、彼に想いを寄せており、彼を慕って軍に入隊した。種族はエルフ。
ウリュド
シンテシスと同じ部隊に所属する、シンテシスの子分の少年。彼女に付き従って軍に入隊した。種族はホビット。
ウォルツ
帝国第2正規軍・国境守備兵団ガーゼル軍に所属していたが、負傷の為に戦線を離脱した。毒を受けた彼女を治療すると仲間になる。種族はケンタウロス。
ロック
ウォルツの同僚で、負傷兵として戦線を離脱。その後、仲間の看病をしていた。ウォルツの毒を治療すると彼も仲間になる。種族は猿人（猿の獣人）。
バーナード
帝国第3正規軍機動艦隊・青竜海兵隊所属。シナリオ1で宿屋の隠し部屋に閉じ込められた彼をシンビオスが助けていれば、メディオン軍に参加する。種族はエルフ。
ゼロ
共和国・フラガルド領守備隊の飛行部隊に所属しているが、シンビオスからメディオン軍へと伝令係兼戦力として預けられた。シンビオス軍に所属するエルダーの弟。種族は鳥人。
はづき
抜け忍となったヤシャを追うコウガ流のくノ一。大河の地下洞窟で孤軍奮闘する彼女を救出すると仲間になる。種族は人間。
ダビデ
スタンプ村のリーダー。メディオン軍の第2部隊のリーダーを務める。種族は森エルフ。
ヘドバ
ダビデの恋人で、ブルザム教に誘拐・洗脳されて敵対。戦闘終了時まで生存させると仲間になる。種族は森エルフ。
ヘラ
エルベセムの尼僧で、密教的な活動を行なっている。エルベセム平原での戦闘にプレイヤーユニットとして参加する彼女を戦闘終了時まで生存させると仲間になる。
ロビィ
エルベセム神殿の宝物庫に眠っていた「無敵の魔人」の異名を持つロボット。戦闘中に宝物庫に侵入し、ロビィを起動させると仲間になる。種族はロボット。
アーサー
ガーディアナ出身の騎士。洗濯をしている彼に声をかけると仲間になる。『シャイニング・フォース 神々の遺産』に同名で設定や容姿が酷似するキャラが登場するが、同一人物ではなく子孫ではないかと示唆されるにとどまっている。種族はケンタウロス。
ガロッシュ
サラバンド防衛庁守備隊に所属。シナリオ1でシンビオスが彼を死なせずにサラバンドの桟橋での戦いをクリアした場合、サラバンドの桟橋の前に立っている彼に話しかけると仲間になる。種族は人間。
ジェイド
共和国ヘッドランド領領地守備軍小隊長で、ガロッシュの弟。ガロッシュがシナリオ1で死亡していると仲間になり、ガロッシュを仲間にしていると兄弟対決の末に死亡する。種族は人間。
ペンコ
ペン同様、複雑な条件を満たして卵から孵化させると仲間になる。種族はペン種。
パペッツ
占い師のお告げに従い、メディオン軍を待っている少年。ストリッヂの酒場で話しかけると仲間になる。種族は人間。倒したモンスターを仲間に出来る。

### ジュリアン軍
ジュリアン
流浪の傭兵で、ヒュードルの魔人ガルムに父を殺された過去を持ち、仇討ちの旅の最中にシンビオス軍、メディオン軍を渡り歩く。その後、神子グラシアと出会い、行動を共にする。種族は人間。シナリオ3の主人公。
ブルザム打倒後は、ジェーンを生存させた場合は彼女と一緒に、死亡させた場合はジュリアンだけがジェーンの故郷であるグリーフ地方に旅立つ。
実は、シャイニング・ザ・ホーリィアークに幼少期の彼が登場している。後述のプリムラはこの頃の彼と出会っている。
もちろんアーサー(ホーリィアークの主人公、導入部分でスピリットを得て真性イノベータとなっている)とも会っており、その頃の記憶からか最上級職時の服装はアーサーの転職前の服装となっている。(ジュリアンの勇者時の鎧は、アーサーの勇者時の鎧と酷似している。)
ブレスビィ
デスピニア帝国第1王子・マジェスティに仕える軍師だったが、城を追われてジュリアン軍の軍師になる。種族は鳥人で、博学勤勉といわれるフクロウ族。
グラシア
正の超人類イノベータの末裔で、エルベセム教の最高権威者。12歳ほどの銀髪の少年。主人公同様戦闘から外せず、撃破が敗北条件となるキャラクター。種族は真性イノベータ。自身のスピリットを賭してブルザムを消滅させたため、真性イノベータではなくなった。
ドンホート
帝国からの独立戦争で「紅い鬼神」の異名で恐れられた義勇の騎士。ティラニィに投獄されたがメディオンによって救出され、ジュリアンと共にグラシアに合流する。種族はケンタウロス。シナリオ2では操作できなかったが、シナリオ3では自軍ユニットとして操作可能。
ケイト
帝国第1正規軍に所属していたが、ブレスビィと共に城を追われ、ジュリアンの仲間になる。ジュリアンに片想いしていたが破れ、最後の戦いを終えた後救援に訪れたシンビオスに一目惚れした。種族はエルフ。
エキュアル
共和国の将軍。共和国の理念に揺らいでいた時にガーゼルに俊され、ベネトレイム暗殺を企てたが結局ガーゼルに裏切られて自身の間違いに気づくも滝壺に突き落とされる。後に改心し、自身を救助したジュリアン軍に参加する。プロフォンドとは択一性で、どちらか1人しか仲間に出来ない。データを引継ぎしないか、シナリオ2でステラを倒していると仲間になる。種族は人間。
イザベラ
メディオンの異母妹で、ドミネート皇帝の第3夫人の娘。帝都を守るジュリアン軍の戦いに参加する。種族は人間。
ブリジット
イザベラのお付きの魔法使い。イザベラに付き従い、ジュリアン軍に参加する。種族はエルフ。
ケクロプス
帝国内に潜伏しているレジスタンスのメンバー。イザベラに仄かな想いを寄せる。種族は稀少種の竜人（マンドラゴン）。倒したドラゴンを仲間に出来る。
ローリィ
ジュリアンを助ける謎の少女・ジェーンの親友。性別はメス。敵対する瀕死のゴリアテを見逃すと仲間になる。種族はユニコーン。
サウザン
ドラゴンの墓場に棲み、「神竜」と崇められるホワイトドラゴン。ケクロプスで説得すれば仲間に、ケクロプスで倒すと味方NPCになる。種族はドラゴン。
レオン
帝都を救ったジュリアン軍の後を追って来た戦士。バリエレ要塞前の平原で包囲されている彼を救うと仲間になる。:種族はライオンの血を引く獣人。
オネスティ
帝国第3正規軍青竜海兵隊所属で、メリンダ夫人を送り届ける為にジュリアン軍に参加。種族はケンタウロスの亜種・ペガサス。
レリアンスの長男オブリゲイトと交際している。
プロフォンド
共和国の将軍で、シナリオ2で彼の妻のステラを殺しておらず、彼と敵対した時に倒さなければ仲間になる。エキュアルとは択一性。種族は人間。
共和国の中では新世代の将軍で、時には撤退も戦略のうちと考える柔軟な思考を持ち、ベネトレイムら上層部からの信頼も厚い。シナリオの選択次第にもよるが、現役の共和国将軍のうち、唯一本編終了時点まで生き残る。
ハラルド
共和国ベアソイル領の領主であるブライバブルの息子。曲がったことが大嫌いで正義感溢れる性格。怪物に変えられた父の敵討ちの為に仲間になる。彼が仲間になるイベントを見ないとベアソイルの街を出られない。
種族は人間だがエルフのような耳を持ち、髪の色以外は母親似の美青年。
ペンドルフ
シナリオ1,2でペン及びペンコを仲間にしていた場合のみ、条件を満たすと仲間に出来る。種族はペン種。
スピリテッド
元・帝国第1正規軍白鳳兵団将軍。ブルザム四司祭の1人・バサンダによって洗脳され、恋人であるフランツを間接的に死に追いやった。その後、シナリオ1のアスピア城地下遺跡戦で、シンビオス軍が洗脳された彼女を倒さなければ、北の大地に遠征したジュリアン軍を追って加入する。種族は人間。
ジュウベエ
レインブラッドに復讐を誓う侍。彼を生存させれば仲間になる。種族は人間。
プリムラ
マヤ村の妖精。ジュリアンの過去を知っており、長老イシャハカットの命で仲間になる。種族はフェアリー。メニュー画面にいる妖精はアクーユであり、別人である。
マーキィ
ボウレット山の魔女。ブルザムに敵対したために呪いをかけられ、それ以来雪山を通る人を殺して生き血をすすることを強いられていた。彼女との戦いで生存させれば仲間になり、ブルザムに復讐を誓う。種族は魔女。
タルク
オーガと仲が良く、空腹の彼らに「美味しい肉」をあげると仲間になる。種族はレプラカーン。
ウノマ
本名はウノマ・フォン・シュタインベック3世萬吉（まんきち）。ストリッヂの酒場で声をかけると仲間になる。種族は人間。キャメロットの実在するスタッフがモデルになっている。
アイリンの師匠だったが、ウノマがあまりにスケベだったために逃げ出されてしまった。

### 共和国関連
ベネトレイム
共和国の代表国王。シナリオ1ではシンビオス軍の軍師を途中まで務め、その後、シナリオ3では途中からジュリアン軍の軍師を務める。種族は人間。
ブライバブル
共和国の副代表。ハラルドの父親。ベアソイル領を治めている。和平会議出席への遠征前夜、ブルザム僧によってクダン（後述）を体内に産み付けられ、命を落とすと同時に体を乗っ取られた。
コムラード
シンビオスの父。フラガルド領を治めている。また共和国独立戦争で大きな役割を担い、英雄とされていた。初代の共和国代表国王であったが、ベネトレイムに王位を譲った後にブルザム教を警戒して調査をしていたために、フィアールに殺される。
ティラニィ
元バーランド領領主。頭に血が上りやすい性格の武闘派で、自身も剣術に長けた超一流の武人。
共和の理念に限界を感じ、アロガントたちと裏で手を組み、ヤシャ、事情を知らぬシンビオス軍の2軍と共に、グラビーを討ったメディオン軍とアスピア城門で戦い、戦死した。
トラスティン
マロリー領を治める。共和国が占領された時、人質である息子のアグリードの命を顧みず進軍しようとしたため、副官のウィルマーに軟禁される。
サイオス
スワンプランド領領主。元帝国貴族。ダッカと手を組んで、ドミネートを討ち、帝国貴族に復帰しようとメディオン軍と戦うが、敗北し死亡する。
ダッカ
ヘッドランド領領主。元帝国貴族。同じ目的でサイオスと手を組むが、メディオン軍に討たれて戦死した。
バリアント
共和国軍将軍。帝国軍から追われるベネトレイムとシンビオス軍を逃がすために囮となるが、スピリテッドに軍を壊滅させられ狂戦士となり、共和国への亡命民を殺そうとするが、メディオン軍らに討たれる。
フラッター
共和国将軍。フラガルド領からの謎の資金に疑問を持ち反乱を起こす。フラガルドに着く前に、シンビオス軍に追いつかれて交戦し敗北するも、シンビオスに説得され、共にコムラードにその真実を質そうとするが、突如現れたフィアールにとどめを刺される。
そしてシンビオスにコムラードが悪質な独占をしているのならコムラードを討ってほしいと言い残し死亡する。実はブルザム四司祭の1人・バサンダとの間に子を儲けていた。
ブラーフ
フラッターとバサンダの間に出来た息子。シンビオス軍に父が討たれたと知り、復讐のために帝国侵略軍に手を貸し、アグリードを人質に取る。
シンビオスから事実を告げられても、生来の戦を好む性分ゆえに、シンビオス軍と戦いたいという欲求のために戦闘となる。敗北し半死半生のところを母のバサンダに救われ、シナリオ3で母と共に、ジュリアン軍の前に立ちはだかるも、母ともども敗れて戦死した。
ウィルマー
トラスティンの副官。血の気の多いトラスティンが息子のアグリードの命を顧みず進軍しないよう、あえて反乱を起こした。
トラスティンを尋ねてきたシンビオスたちを罠にかけて討たんとするが、ムラサメの助力で敗北、死亡する。
ステラ
プロフォンドの副官。帝国領で船を奪い、帰還しようとしたところ、同じ船目当てできたメディオン軍と戦闘になる。
プロフォンドが応戦していたところ、将軍であるプロフォンドの命を優先して、プロフォンドを無理矢理船に乗せ、代わりにメディオン軍と戦う。
彼女を倒すか倒さないかで、シナリオ3で仲間になるのがエキュアルかプロフォンドかが変わる。実はこの時点で妊娠しており、倒すと倒さざるとに関わらず、ジュリアン軍がベアソイル手前まで進軍した時に明らかになり、また生死によって展開が変わる。
マーガレット
シンビオスの姉。トラスティンと結婚しアグリードを生む。トラスティンがウィルマーに軟禁されたときに、一緒に軟禁されてしまう。
アグリード
トラスティン夫妻の息子で、まだ幼い少年である。帝国軍に人質になっていたところ、シンビオス軍に命を救われる。
イリア
サイオスの妻。自らに刃向かい、討たれたサイオスの息子たちが復讐しに来る可能性を考えて、ドミネートに死刑を宣告される。
しかし、メディオンに止められ、この場で死刑にすればメディオンの、ひいてはメディオン軍の士気に影響するという理由で死刑は延期された。その後ドミネートの共和国侵略は失敗したが、彼女の生死がどうなったかは不明である。
イアソン
サイオスの息子。ドミネートに死刑を宣告されるも、メディオンの助力より延期される。しかしメディオンがサイオスを討ったとし、その恨みは晴れなかった。ただ、ドミネートにサイオスに止めを刺すようにいわれたとき、止めを刺すかの選択肢は出るが、どの選択肢を選んでもサイオスに止めを刺すのはヤシャである。
ロマテラ
サイオスの娘。イリアやイアソン同様にドミネートによって死刑宣告を受けるが、メディオンの口添えで延命した。

### 帝国関連
ドミネート
デストニア皇帝。野望と権威欲の塊で残忍無比な性格をしており、自分に逆らう者は親族であっても絶対に許さない。息子の一人であるアロガントの野心さえも手玉に取る老獪な男。
マジェスティ
ドミネートの長男でメディオンの異母兄。文人であり、戦いよりも文学や芸術を好む。
優柔不断で覇気に欠けた気弱な性格だが典型的な貴族主義者で、平民の母を持つメディオンだけは皇子とも、ましてや弟とさえ思っておらず、その嫌いようは彼が視界に入っただけでさえ、敵対心をむき出しにしながら嫌悪するほど。
アロガント
マジェスティの弟。野心の塊で、兄を出し抜いて皇帝となるべく策謀を巡らすが、それを上回る父に踊らされる格好となる。兄に負けず劣らずの貴族主義者であり、メディオンや自分に刃向かう者全てを愚民呼ばわりする。とはいえ、メディオンに対しては兄に比べてあからさまな嫌い方はしないが、関心も持っていない。その理由は「父が同じでも（メディオンとの）血の繋がりは認めていない」から。
兄への対抗心から戦闘や兵法を学んでおり、凄まじい実力の持ち主。巨神戦士を率いた布陣を敷いてシンビオス軍を迎え撃つも、ダムの放流を用いた奇策に敗れ、戦死した。
レインブラッド
皇帝の命令のみで動く殺戮部隊。キング、クイーン、ナイト、ビショップ、ルーク、ポーンの6人からなる。6人揃っているときはいかなる攻撃も無効化されるバリアを纏う最強のチェス軍団となる。その正体はヒュードルとは別のゴーストが姿形を備えたような存在で、いわば呪われた種族である。ドミネートが自分の非力さに嘆き憎しみを募らせていた時期、ふと気づくと傍に現れていたという。だがそんな彼らも別行動をとっている最中、ジュリアン軍に各個撃破されて全滅した。
ヤシャ
帝国の隠密。3人おり、各々のヤシャが真の主ドミネートの任務を遂行していた。元は紅夜叉を長兄とするファーイースト村出身のコウガ忍者の兄弟で抜け忍ローディの追手として村を出てきたのだが、相手との圧倒的な力の差の前に完敗する。その際、表の世界に触れて忍者の空しさを知り、自分たちも抜け忍となることを決心した3人は、村のお屋形を襲って秘伝書を奪い、奥義である三位一体の技を会得すると、ローディのごとく強くなるため修行に励んだ。忍びの力をもってすれば国を持つことも叶うと思っていたが、ローディのようにはいかず挫折。刺客から逃れるため帝国に仕えることになる。
フランツ
マジェスティ率いる第1正規軍・重装突撃兵団の将軍。ケンタウロス族で、設定画では金色、ゲーム中では銀色の鎧を装備している。スピリテッドの恋人だったが、国境南西部平原戦において、バサンダに洗脳されたスピリテッドによって戦線を崩され、シンビオス軍に敗れて戦死した。
フィデリティ
ドミネートの右腕で、アロガントの教育係。レリアンスと同様メディオンに対して兄2人にはない資質を見出しており、シナリオ2冒頭でメディオンが軍を取り上げられた時にも唯一気遣ってアロガントらを諫めようとしたり、その後メディオンを激励するなど個人的に大きく期待をかけている様子も見られる。本来はそのように情に厚く面倒見の良い人物だが、ドミネートが唯一絶対の存在で、ドミネートの命令であれば善良さを消し、冷酷無比で非情な人物になる部分がレリアンスと異なる。
ガーゼル
帝国第2正規軍国境守備兵団将軍で、アロガント派の武将。騎士道精神を標榜する割に、勝つ為には手段を選ばない性格。バサンダと組んでスピリテッドを洗脳したが、シンビオス軍と交戦して戦死した。
クリュエル
帝国第2正規軍人狼兵団将軍で、帝国最新鋭の蒸気式戦艦エグゼキュータ号の艦長。アロガント派の将軍の中でも特に血の気の多い急進派。エグゼキュータ号の艦上でメディオン軍に討ち取られて戦死するが、その死の間際に、自分に指示を出していたアロガントが実はブルザム僧が変身した偽者であり、自らが手駒だったことを知り、無念の死を遂げた。
レリアンス
帝国第3正規軍青竜海兵隊将軍で、シーゲイト号の艦長。下級貴族出身で、メディオンの理解者にして心強い後ろ盾である。ブルザム四司祭の1人・フィアールによって沈みゆく敵艦の牢屋に閉じ込められる。しかし、フィアールとの戦闘時に牢の鍵を入手しておけば、無事に生存させることが出来る。若き日はドミネートに心酔していたが、フィデリティとは異なり現在は皇帝の言動に危機感を持っていた事と、あくまで現在の彼の忠誠心はメディオンにあった事で、心酔していた時期に習得した皇帝の筆跡を以て偽の指令書を書き上げ、皇帝が自身の侵略行為に反抗的なメディオンを操るための人質とされかけたメディオンの実母であるメリンダ（後述）を救い、その事で精神的に追い詰められて選択肢を失っていたメディオンをも救った。当初はシナリオ3にてジュリアン軍に参加する予定であったが、開発者のミスにより立ち消えとなった。プレミアムディスクでは仲間になった時のモデルを鑑賞することが出来る。
スティール
デストニア守備軍の将軍で、作中で唯一のフォックスリング。帝都デストニアを浮遊兵器ワルキューレの侵攻から救ったジュリアン軍を「野党のような連中」と糾弾し、彼らを歓待するつもりだったマジェスティを丸め込んで追い返した悪辣な人物。
本編終了時点で帝国軍将軍のうち唯一生存している人物。
ディフェンダ
デストニア帝国の名門貴族出身で、難攻不落を誇るバリエレ要塞を任されている。帝都を救ったジュリアン軍と戦うことは義に反すると解ってはいたが、一族を救うためにジュリアン軍と戦う道を選び、戦死した。
スカラー
デストニアの兵学者だったが、現在は教会の神父をしている。しかし、その裏で帝国の差別主義に対するレジスタンス活動をしており、ジュリアン軍を命がけで手引きした。
メリンダ
メディオンの母。造船所で働く平民だったが、ドミネートに見初められて第二夫人として迎えられ、後にメディオンを出産した。メディオンを従わせる為の人質としてドミネートに利用されていたが、レリアンスがドミネートの筆跡を真似た偽の指令書によってジュリアン軍に合流することが出来た。
ドミノ船長
ジュリアン軍が乗船することになる、フラグシップ号の船長。

### サラバンド関連
グラビー
永世中立貿易国サラバンドの建国者にして総督。元々はデスピニアの辺境・クアース村出身で、彼の屋敷は現在は劣性ヒュードルのものになっている。ジェーンの生き別れの父親。ドミネートの協力でサラバンドを建国した。アスピニアの王都アスピアへと進行する古代戦車に乗り込んでいたが、戦車内部へと攻めこんできたメディオン軍の第2部隊を相手に、ブルザムとの契約によって手に入れた姿である「マッドビースト」になって戦うも戦死した。

### ブルザム（ヒュードル）関連
ブルザム
負の超人ヒュードルの一人で、自らがすべてを支配する「千年王国」を築く野望を持ち、人の苦しみを力の源とするまさに邪神というべき存在である。しかし、信徒からは絶大な信仰を受けており、邪神宮に封印された状態で巨大なブルザム教団を作り上げた力量の持ち主である。自らの教団によって帝国と共和国を戦争させ、その混乱に乗じて野望を実現しようとしたが、光の軍勢に敗れて消滅させられた。
フィアール
ブルザム4司祭の一人。戦闘能力こそ他の司祭に一歩譲るが、その代わり知謀に長け、得意の変身術と交えて様々な罠を仕掛けてくる。サラバンドでの皇帝誘拐事件では実行犯を務め、ベネトレイムに変身して彼に濡れ衣を着せることに成功した。邪神宮での戦いで光の遠征軍によりデスヘレンやゴリアテとともに戦死。ちなみに普段の姿の時彼の目の周囲に描かれている隈取は彼の狂気を表しているらしい。
バサンダ
ブルザム4司祭の一人で、最も華やかな存在。相手を魅了する術を得意とし、スピリテッドを操った。利用する目的で近付いた共和国将軍フラッターと恋に落ち、息子ブラーフを産んだ。その後、彼女は夫の元を去るが、死の間際に呟いたのは崇拝する邪神の名ではなく、先に死んだ夫の名だった。
息子のブラーフが青年であることから、相応の年齢であるはずだが、シラフを誘惑するなどその美貌は健在である。
デスヘレン
ブルザム4司祭の一人。美しい外見からは想像できないが、4司祭の中で最も好戦的で、その強大な攻撃力は戦場で鬼神のごとき強さを発揮する。メディオン軍とは何度か刃を交えるが最終的にストリッジ地下遺跡の戦いで深く傷つき、ジェーンによって助けられる。邪神宮での戦いではブルザムを守るためだけでなく、ジェーンを救うためにジュリアンを亡き者としようと戦いに挑むが力及ばず、激しい戦いの中で命を落とす。ジェーンからは本当の姉のように慕われており、「ヘレン姉様」と呼ばれている。
ゴリアテ
ブルザム4司祭の一人で「風のゴリアテ」と呼ばれている。大判の扇子で突風を巻き起こすなど、風の力を使った術が得意。4司祭の中では一番の肉体派である。古代兵器「ワルキューレ」を操り、帝都デストニアの占拠に向かうがあと一歩のところでジュリアン軍に敗北。命を奪われる間際に彼らを手引きしたジェーンにより一命をとりとめる。その後、光の遠征軍との激しい戦闘の末、邪神宮でブルザムを守り戦死する。
ジェーン
グラビーの娘でブルザムの子孫。イノベータとヒュードル、対極にある超人類双方の血を受け継いでいる。彼女自身はブルザム教徒ではないが、デスヘレンから妹のように可愛がられ、恐怖と絶望を史上の喜びとするブルザムも彼女にだけは優しかった。古代兵器ワルキューレを侵攻に使うブルザム教のやり方に耐え切れず、帝都を救うために訪れたジュリアン軍を手引きする。それから何度もジュリアン軍に助言など手助けを行ううちに、ジュリアンに恋心を抱いていった。ジュリアン軍とブルザムの最終決戦にも登場するが、説得すれば味方NPCになり、生存させる事が出来る。その場合、ブルザムが倒れた後ジュリアンと共に母が過ごしたグリーフ地方に旅立つ。
劣性ヒュードル
クアース村にあるグラビーの屋敷に住んでいる。グラビーの妻の兄で、ジェーンの叔父にあたる。クアース村の住人をマッドフォーク（生きる屍）に変えていたが、シンビオス軍によって討ち取られた。
クダン
ブルザム僧がブライバブルの体内に産みつけた魔物。ブライバブルに成りすましているが、ハラルドを加えたジュリアン軍と戦闘する際、真の姿を開放し、ハラルドの仇敵として立ちはだかるも死亡。
ガルム
最強のヒュードルと呼ばれる程の力の持ち主。何度か光の遠征軍の前に現れては助力や助言を与えていたが、実はそれらは全てブルザムの台頭を疎ましく思い、ブルザムの持つヒュードルの力を消し去ると同時に、自分を消滅させられる唯一の存在である真性イノベータのグラシアからスピリットを消すための企みであった。今回の一連の出来事における真の黒幕。一度だけジュリアン軍と戦うが、その時はほんの戯れであり、実力を出し切っていないので、能力的にはブルザムを大きく下回るが、本来の力はブルザムと互角かそれ以上。
エリーゼ
ホーリィアークにも登場した真性ヒュードル。ED後のガルムとの会話シーンでのみ登場。今回のガルムが取った一連の行動の真意を知るただ一人の人物である。
大司祭
フィアールたち四司祭の上に立つ、ブルザム教の3人の大司祭。ブルザム神殿の本堂と東西の塔を守護していたが、光の軍勢に各個撃破された。

### エルベセム（イノベータ）関連
キィーパ
邪神宮のそばに残されたエルベセムの拠点であるレモテスト大聖堂を代々守り続け、光の軍勢を迎える使命を帯びた人物。種族は劣性イノベータ。
大神官
スピリットを開花させ、イノベータに覚醒させる儀式（イボリューション）を行う使命を負った大神官。世界に数人いるが、その思想には差があり、エンリッチの大神官はイノベータ側を支援していたのでガルムに滅ぼされた。北の大地にいる大神官は中立的な存在で、正負どちらの勢力にも味方をせず、試練を乗り越えた者に対して儀式を行うだけの存在である。

### その他
イシャハカット
マヤ村の長老。名前はキャメロットの社長である『TAKAHASHI（高橋）』を逆から読んだもの。なお、マヤ村の村人には、キャメロットとセガの社員に酷似したキャラが何人かいる。
アクーユ
イシャハカットに仕える妖精。
シラフ
ダスティ村を根城にする盗賊団の大親分で、ブルザム教と繋がりを持っていたが、大陸横断列車上でシンビオス軍に敗れて戦死。
ダンカン
デストニア帝国・バルサモの町の町長。息子であるトビィをオブライトに救われた縁で、シンビオス軍を帝国領から逃す手伝いをした。
トビィ
ダンカンの息子。モンスターの群れに襲われていたところをオブライトに救われた。
ツィッギー、ドンゴ、パイパー、エルリック
シナリオ1に登場する傭兵。ツィッギーは僧侶、ドンゴは戦士、パイパーは魔術師、エルリックは騎士。同名で戦い方も同じキャラがシャイニング・フォースIIに登場するが、関係は不明。
守護像
エルベセム神をかたどった像。強力なモンスターが居る北の地からのモンスター侵入を防ぐ結界を張っていたが、バサンダに操られたスピリテッド軍によって破壊された。
巨神戦士
アスピニア共和国の首都アスピアの古代遺跡で眠っていた巨大な人型兵器。ブルザムの力によって目覚め、アロガント率いる部隊と共にシンビオス軍を苦しめるが、ダムの水を放流する奇策によって押し流され、水圧によって破壊された。
ワルキューレ
ブルザム教の浮遊兵器。ヒュードルの魔力を持つ杖から送られる念の力で操作されている。直接的な破壊は不可能で、念を送っている司祭を倒すしかない。

## システム

### シンクロニシティ
「シンクロニシティ・システム」とは、プレイヤーの行動が現在のシナリオだけでなく、後続するシナリオのストーリーにも影響を与えるシステムである。これにより、同じ世界、同じ時間軸の物語を複数の視点から体験することができる。このシステムを活用するためには、シナリオ2以降で先行するシナリオのセーブデータを読み込む必要がある。
例えば、シナリオ1である人の命を助けると、その人物がシナリオ2でプレイヤーキャラクターとして仲間に加わる、といったことが起こる。
また、本作は主人公の台詞が表現されないが（「…」と表示されることが多い）、そのうちのいくつかは他のシナリオを通じて知ることができる。

### 武器熟練度と必殺技
キャラクターがある武器を使って攻撃すると、その武器が属する系統の武器熟練度を得ることができる。熟練度レベルが上昇すると、比例して武器攻撃力（一部は魔法効果も）にボーナスが付き、クリティカルの際に発動する必殺技をレベル毎に習得できる。このため、状況に応じて複数の系統を使い分けることと、ひとつの系統を極めることではそれぞれにメリット、デメリットが存在する。

### 武器相性

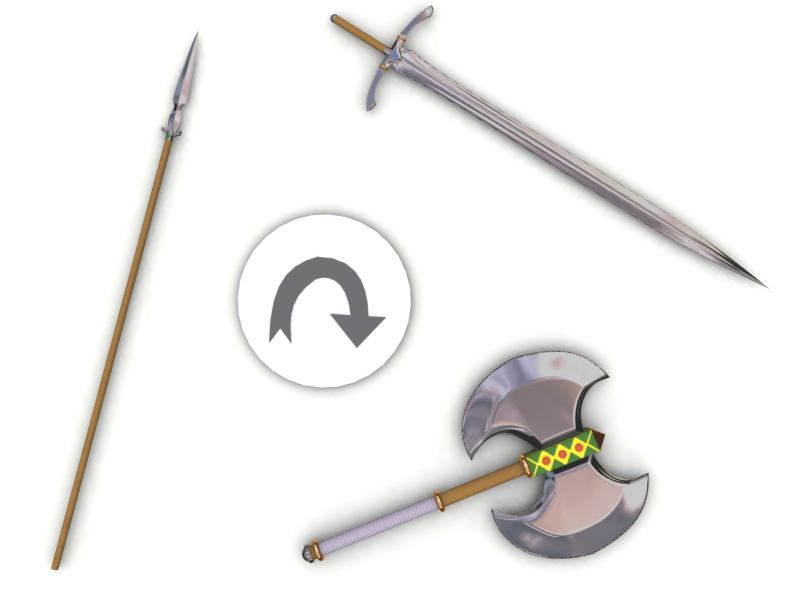
槍・剣・斧の相性

格闘系のほとんどを除き、武器には武器相性が設定されている。これはターゲットの弱点となる相性を持った武器の攻撃によって、追加ダメージや会心率（会心の一撃、または必殺技）、反撃率の上昇などの効果を得られるシステムである。
武器相性は主に三すくみとそれ以外に分けられ、三すくみでは例えば剣は斧に対して相性が良く、大きなダメージを与えられるが、槍で攻撃された場合は被害が大きくなる（不利相性＝デメリットが設定されている）。それ以外に関しては、飛行する敵に対して一方的に強い矢など、デメリットはない。なお、シナリオ2以降は一つの武器に最大2つ武器相性が備わるようになり、三すくみ系を装備するユニットも神聖や魔獣といった相性で攻撃できるようになった。
本作は装備変更で行動終了しないため、武器を持ち替える事で幅広い弱点に対応できる。

### 友情関係と支援効果
同じ敵を共同で倒したり、回復魔法をかけたりすると、キャラクター間の友情関係が深まる。そのレベルとキャラクターに応じて支援効果が発生し、ステータス向上などの恩恵を受けることができる。友情関係を最大限にまで高めると、性別にかかわらず「ラブラブ」状態になり、1マス離れていても支援効果を受けられる。

## 評価
GameSpotのレビューでは、「シャイニング・フォースIIIは、一見タクティクスオウガやファイナルファンタジータクティクスに似ているように見えるが、それらに比べてはるかにプレイしやすい。複雑なシステムを排し、基本的な戦略に特化している。」と評価しつつ、セガサターンの末期に発売されたために、セガが本作のために十分なチャンスを与えることができなかったことを悔やんでいる。点数は10点満点のうち8.5点を与えている。
ファミ通は、シナリオ3に対してクロスレビューで100点満点中80点を与えている。

## その後の影響
キャメロットが高橋兄弟の連名で発表した「設立20周年に寄せて」という文書では、思い出深いシステムの一つとして上述のシンクロニシティ・システムを挙げている。さらに黄金の太陽が類似したシステムを採用したことに触れ、シナリオが長すぎたために結果的に似たものになったとしながら、「あれもあれでシンクロニシティ・シナリオシステム」と認め、シャイニング・フォースIIIの経験が役に立ったと回顧している。